# Slaves and Masters
Slaves and Masters — тринадцатый студийный альбом группы Deep Purple, вышедший 5 октября 1990 года.
Диск был записан с участием вокалиста Джо Линн Тёрнера, пришедшего на место Иэна Гиллана по предложению Ричи Блэкмора.

## История создания

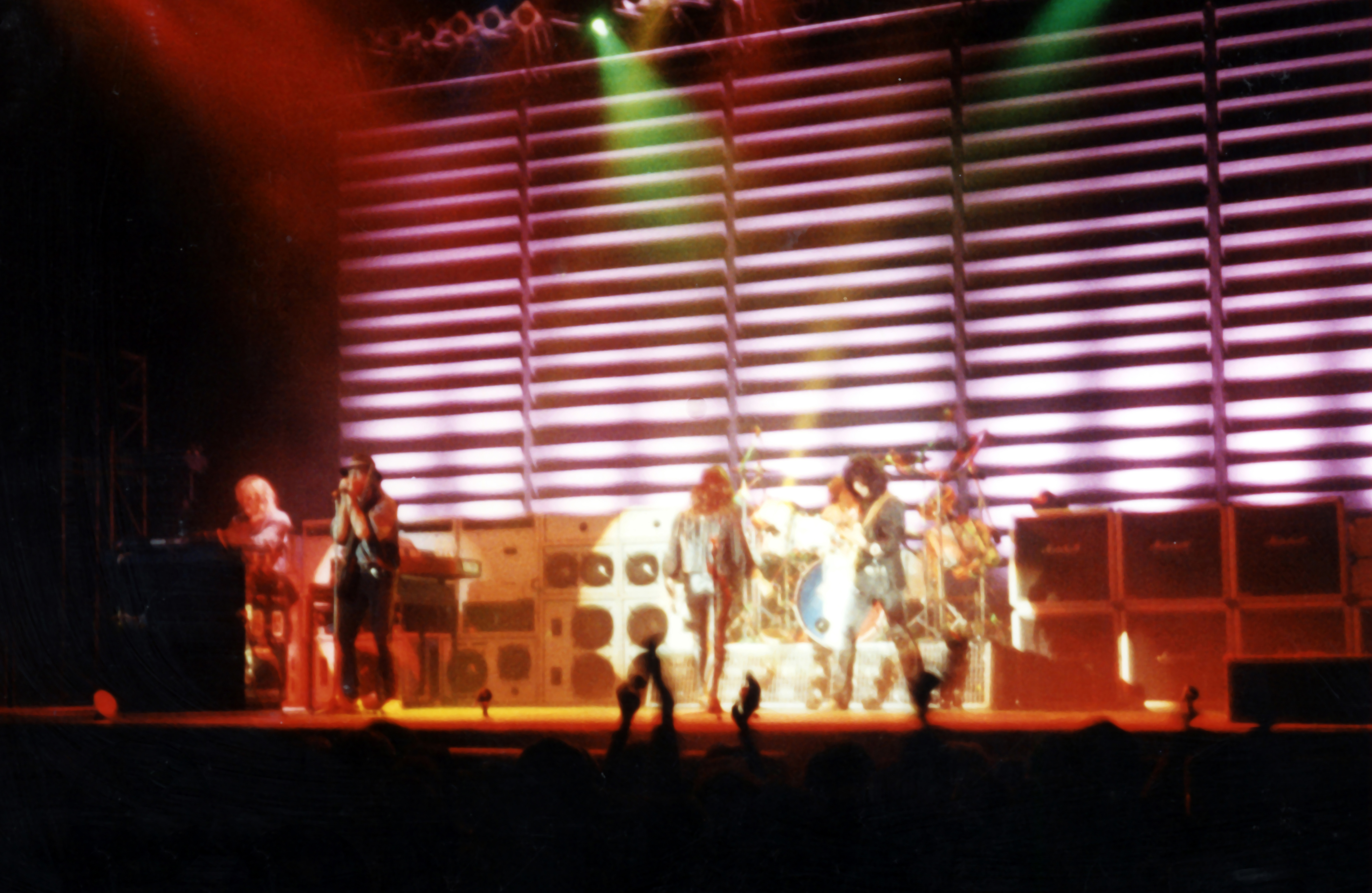
Deep Purple во Франции, 12 февраля 1991 года

Название, как пояснял Роджер Гловер, диск получил от двух 24-дорожечных магнитофонов, использовавшихся при записи. Один из них называли «Master» (главный или ведущий), а другой — «Slave» (ведомый).
В продажу альбом поступил 5 ноября 1990 года и вызвал противоречивые отклики. Блэкмор был очень доволен пластинкой, но музыкальная критика сочла, что она больше похожа на альбом Rainbow. Джо Линн Тёрнер косвенно подтвердил это в своём интервью журналу Rolling Stone: «В конце концов они [Deep Purple] сказали: „Хорошо, ты получил работу, потому что ты умеешь не только петь, но и писать“. В тот момент им это было нужно. Ричи был  полон решимости привести Purple туда, где оказались Rainbow. Так что вы получаете Slaves and Masters, похожий на Deep Rainbow. Диск больше похож на Rainbow, чем на Purple».
Схожего мнения придерживался уволенный из группы Иэн Гиллан:
Я испытываю гордость за то, что сделали Deep Purple, и думаю, что было бы честно, если б они назвали себя каким-нибудь другим именем - "Rainbow" или типа того. Мне кажется, это было бы достаточно справедливо. Думаю, все бы вздохнули с облегчением. Они могли бы весьма достойно продолжить карьеру как "Rainbow" и на гораздо более высоком уровне, чем если бы они продолжали как "Deep Purple". Но я знаю, почему они называют себя "Deep Purple". В контракте так лучше выглядит. А у них они с BMG на 2 миллиона долларов, и я не уверен, что с "Rainbow" эта компания подписала бы контракт на такую сумму. Всё это немного... сомнительно.
Блэкмор «Если этот альбом и напоминает Rainbow, то только из-за вокала Джо. А основную часть материала написали мы с Роджером. Мы же были ядром Rainbow. Но это ничего не значит — помимо этого мы работаем вместе уже больше десяти лет. И эту работу надо рассматривать как продолжение нашей совместной творческой деятельности. Мне нравятся вещи, которые мы написали…»
Песня Fortuneteller на виниловом издании располагалась между «Fire in the basement» и «Truth Hurts».
Кроме упомянутых ниже композиций этот состав выпустил ещё две. Первая — «Slow Down Sister» (вышла на сингле «Love Conquers All»); вторая — «Fire, Ice and Dynamite», сочинённая для фильма в стиле экшн «Огонь, лёд и динамит». Джон Лорд не участвовал в записи этой песни, партии клавишных исполнил Роджер Гловер.
В 2012 году альбом был переиздан на CD и виниловой пластинке. Релиз ремастеринговой версии с двумя бонус-треками осуществила фирма Friday Music. Переиздание альбома на виниле было выполнено компанией Music On Vinyl. Ещё одно переиздание с ремастерингом на CD было сделано компанией Hear No Evil Recordings. Релиз включает 3 бонус-трека.

## Список композиций
Авторы песен Джо Линн Тёрнер, Ричи Блэкмор, Роджер Гловер кроме отмеченных
1. «King of Dreams» — 5:28
2. «The Cut Runs Deep» (Тёрнер, Блэкмор, Гловер, Лорд, Пейс) — 5:42
3. «Fire in the Basement» (Тёрнер, Блэкмор, Гловер, Лорд, Пейс) — 4:43
4. «Truth Hurts» — 5:14
5. «Breakfast in Bed» — 5:17
6. «Love Conquers All» — 3:47
7. «Fortuneteller» (Тёрнер, Блэкмор, Гловер, Лорд, Пейс) — 5:49
8. «Too Much Is Not Enough» (Тёрнер, Боб Элд, Эл Гринвуд) — 4:17
9. «Wicked Ways» — 6:33

## Участники записи
- Ричи Блэкмор — гитары
- Джо Линн Тёрнер — вокал
- Роджер Гловер — бас-гитара, продюсер
- Джон Лорд — орган, синтезатор
- Иэн Пейс — ударные
- Ник Благона — звукоинженер
- Рэймонд Д’Аддарио — ассистент продюсера